# Friedrich Chrysander

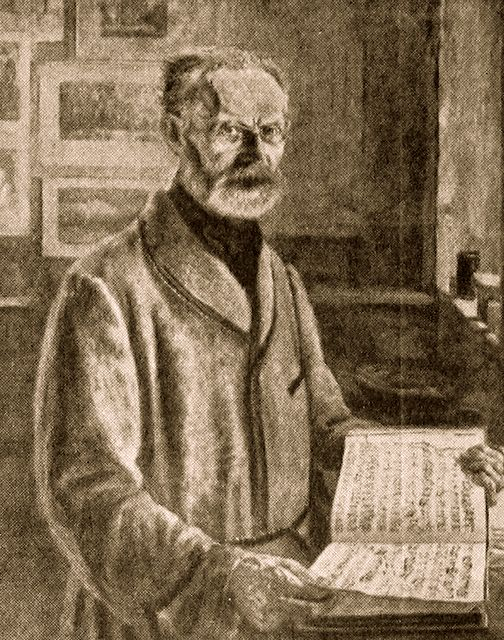
Friedrich Chrysander.

Karl Franz Friedrich Chrysander, född 8 juli 1826, död 3 september 1901, var en tysk musikhistoriker och musikkritiker vars utgåvor av Händels verk och sakkunniga skrifter om många andra tonsättare gjorde att han etablerade sig som pionjär inom 1800-talets musikologi. 
Chrysander föddes i Lübtheen, i Mecklenburg-Schwerin och var son till en mjölnare. Han avlade doktorsexamen i filosofi vid universitetet i Rostock 1853. Därefter specialiserade han sig på musik och i en nekrolog över honom i The Musical Times i oktober 1901 stod det att läsa:
| ” | Svenska, översättning: Redan från början tog han på sig att som historiker noggrant försvara den äldre musikens rätt och anspråk på en rättmätig och trogen reproduktion, dvs. utan modernisering och utan instrumentala eller vokala tillägg. Engelska, original: From the beginning he assumed the role of an historian in rigorously defending the right and claims of musical masterpieces of a distant past to a legitimate and faithful reproduction, i.e., without modernising, and without instrumental or vocal additions. | „ |

Mellan 1858 och 1902 publicerades Händel-Gesellschafts utgåvor av Händels samlade verk och detta var nästan uteslutande Chrysanders verk. Emellertid var det Julius Rietz som stod för det första bandet (men resultatet vann i hög grad Chrysanders ogillande) och även Max Seiffert bidrog till några av de senare delarna. Tidigt under produktionen drog sig förläggaren ur projektet, varför Chrysander inrättade en gravyrverkstad i sitt hem och producerade de följande banden själv. För att finansiera utgivningen odlade han frukt och grönsaker i sin trädgård som han sålde i sin ateljé.
Kvaliteten på en del av utgåvorna har under senare decennier ifrågasatts och en skribent kallar det "allt utom fullständigt och pålitligt" och en annan kritiserar Chrysanders "godtyckliga urval av material till de mer komplexa verken och hans oförmåga att förklara sina metoder". Dock är denna publikation, bestående av över 100 band, ansedd som en beundransvärd utmaning för sin tid.
Chrysander anses också ha återupptäckt originalmanuskriptet till Johann Sebastian Bachs h-mollmässa, som han sedan sålde till Kungliga biblioteket i Berlin, generöst nog för samma belopp som han själv betalt för det.
Han redigerade också utgåvor av musik av många andra tonsättare, bland annat François Couperins musik för cembalo i samarbete med Johannes Brahms, som publicerades 1871 till 1888.